# NGC 2612
NGC 2612 é uma galáxia elíptica (E-S0) localizada na direcção da constelação de Hydra. Possui uma declinação de -13° 10' 27" e uma ascensão recta de 8 horas, 33 minutos e 50,1 segundos.
A galáxia NGC 2612 foi descoberta em 14 de Fevereiro de 1836 por John Herschel.